# Bukowsko

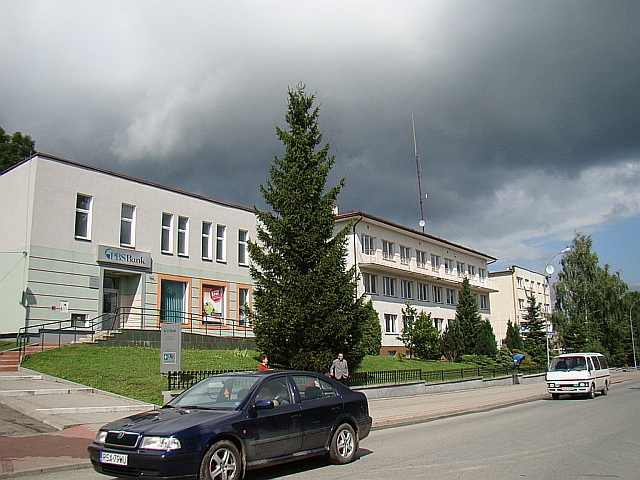
Bukowsko, Sanocka-Straße

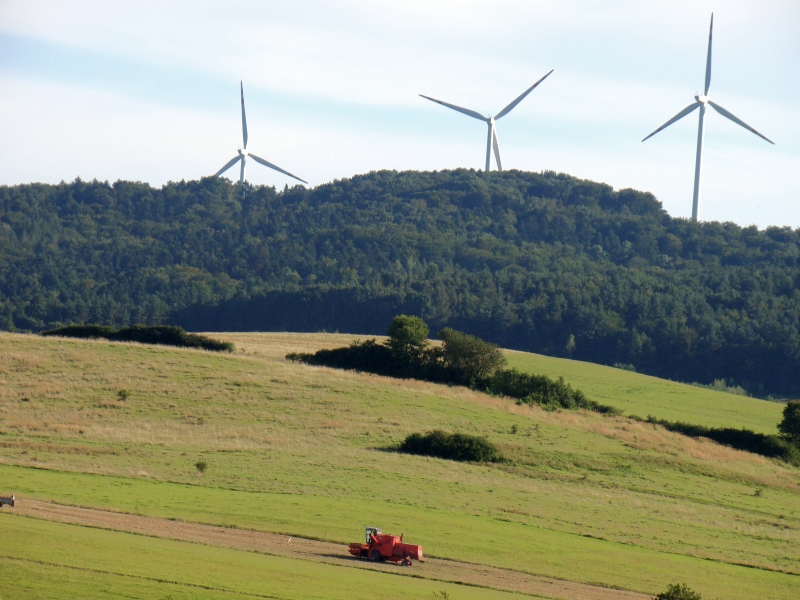
Windpark in Bukowsko

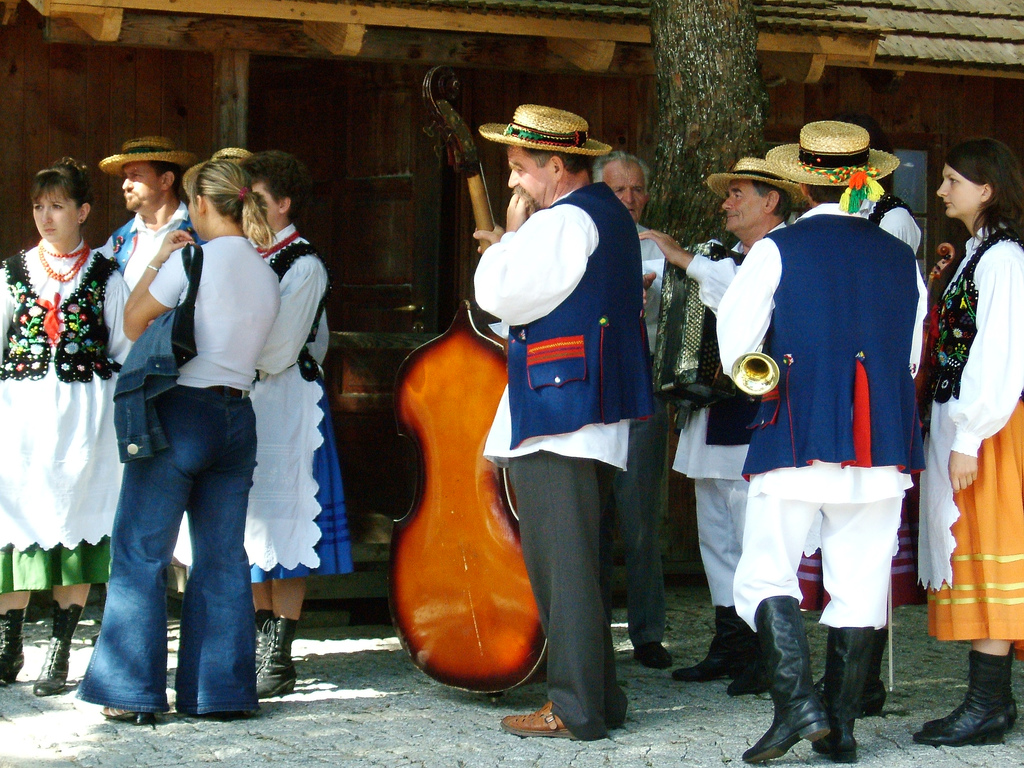
Die Bukowianie, Bukowsker Musiker (2006)

Bukowsko [bu'kɔfskɔ] ist ein Dorf mit 1700 Einwohnern im Powiat Sanocki der Woiwodschaft Karpatenvorland in Polen. Es ist Sitz der gleichnamigen Landgemeinde mit etwa 5500 Einwohnern.

## Geschichte
Erstmals wurde der Ort als Bucowsko im Jahr 1361 erwähnt, der Name geht auf das polnische Wort Buk (dt.: Buche, die Buchen) zurück. Weitere Namensformen waren bukowy las, (dt. Buchenwald), Bukosko 1785, Ukr. Bukivs'ko 1851, und lemkisch: Butiwsko. Eine Gemeindekirche wurde 1648 gebaut. Er gehörte bis 1772 zum Sanoker Land und von 1772 bis 1914 zum Sanoker Kreis in Provinz Galizien, Steuerbezirk Bukowsko.
Während der deutschen Besetzung Polens (1939–1944/45) gehörte Bukowsko zur Kreishauptmannschaft Sanok.
Am 4. April 1946 wurde der Ort von Truppen von der ukrainischen Aufstandsarmee (UPA) angegriffen, die ihn plünderte und viele Menschen ermordete.
Bukowsko hat ein Amtsgericht, es gibt auch eine Grundschule, ein Rittergut, ein Postamt und eine Brauerei. Wöchentlich montags ist Markttag.

## Gemeinde
Die Landgemeinde (gmina wiejska) besteht aus Bukowsko und zwölf weiteren Dörfern mit Schulzenämtern.

## Religion
Die römisch-katholische Kirchgemeinde gehört zum Bistum Przemyśl, Dekanat Sanok.

## Persönlichkeiten
- Wojciech Bursa (1895–1940), Sportschütze
- Feliks Kiryk, Historiker
- Adam Didur (1874–1946), Opernsänger (Bass) und -direktor
- Onufry Poźniak, Dichter
- Eugeniusz Tomaszewski, Historiker
- Julian Krzyżanowski, Historiker